# Anastasios Kissas
Anastasios Kissas (in greco: Αναστάσιος Κίσσας; Nicosia, 18 gennaio 1988) è un calciatore cipriota, portiere dell'Olympiakos Nicosia.

## Carriera

### Club
Dopo alcuni anni trascorsi nelle giovanili dell'APOEL Nicosia, nel 2009 viene convocato in prima squadra.

### Nazionale
Ha giocato nella nazionale cipriota Under-21.
Tra il 2010 ed il 2015 ha subito 17 reti in 13 partite con la nazionale maggiore cipriota.

## Palmarès

### Club

#### Competizioni nazionali
- Campionato cipriota: 6

APOEL: 2008-2009, 2010-2011, 2012-2013, 2013-2014, 2014-2015, 2015-2016
- Coppa di Cipro: 4

APOEL: 2009-2010, 2012-2013, 2015-2016
Apollōn Limassol: 2016-2017
- Supercoppa di Cipro: 6

APOEL: 2008, 2009, 2011, 2013
Apollōn Limassol: 2016, 2017